# Théophile Bauer
Théophile Bauer is een Belgisch voormalig gymnast.

## Levensloop
Bauer maakte deel uit van het Belgisch team dat op de Olympische zomerspelen van 1920 te Antwerpen zilver won in het onderdeel artistieke gymnastiek. Voorts bestond het team uit: Eugenius Auwerkerken, François Claessens, Augustus Cootmans, Frans Gibens, Albert Haepers, Domien Jacob, Félicien Kempeneers, Jules Labéeu, Hubert Lafortune, Auguste Landrieu, Charles Lannie, Constant Loriot, Nicolaas Moerloos, Ferdinand Minnaert, Louis Stoop, Jean Van Guysse, Alphonse Van Mele, François Verboven, Jean Verboven, Julien Verdonck, Joseph Verstraeten, Georges Vivex en Julianus Wagemans.